# 수의사 선서
이 문서는 수의사 선서(영어: Veterinarian's Oath)에 대해서 설명한다.

## 내용
나는 수의사로서 나의 전문적인 지식을 다하여 동물의 건강을 돌보고, 질병의 고통을 덜어주며, 공중보건향상에 이바지한다. 나는 국가사회의 이익을 위해 동물자원을 보호하고.수의기술 발전에 끊임없이 연구노력할 것을 평생의무로 삼는다. 나는 수의사의 윤리강령을 준수하며, 나의 직업에 긍지를 가지고 성실과 양심으로 수의업무를 수행할 것을 엄숙히 다짐 한다.

## 수의사 신조
- 동물을 성심성의껏 진료한다.
- 공중보건[인류건강]을 위해 이바지 한다.
- 항상 노력하는 자세를 갖는다.
- 프로의식을 갖으며, 수의사로서의 윤리의식을 지닌다.

## 세계수의사회 선서 모델
- 전세계 수의 직역의 구성원으로서 과학적 지식과 기술을 사용할 것을 엄숙히 맹세한다.
- 모든 동물의 고통과 질병을 예방하고, 진단하고, 치료하고, 관리하기 위해 최선을 다하며, 수의윤리의 원칙과 관계 법령을 준수한다.
- 동물로부터 직접 전파되거나 매개체, 축산물, 동물유래 오염물질을 거쳐 전파되는 사람의 질병을 예방하기 위해 소통하고 노력한다.
- 환경에 대한 영향을 줄이는 관리(stewardship)를 통해 다양한 생태계 속에서 육상, 공중, 수생동물의 지속가능한 이용을 지지한다.
- 보건 전문가로서 역량을 지속적으로 개발해 성실히 활동하고, 동물복지를 증진함으로써 동물, 사람, 환경의 건강에 기여한다.